# Nikolaj Smirnov
Nikolaj Aleksandrovič Smirnov (in ucraino Микола Олександрович Смирнов?, in russo Николай Александрович Смирнов?; Leopoli, 27 febbraio 1961) è un ex pallanuotista sovietico, vincitore di una medaglia di bronzo alle olimpiadi di Seul 1988.